# Oricia
Oricia is een geslacht van vlinders van de familie tandvlinders (Notodontidae), uit de onderfamilie Dioptinae.

## Soorten
- O. domina Schaus, 1912
- O. homalochroa Felder, 1870
- O. phryganeata Warren, 1917
- O. prolifera Walker, 1854
- O. truncata Walker, 1854
- O. venata Butler, 1877